# John Calvin Mason

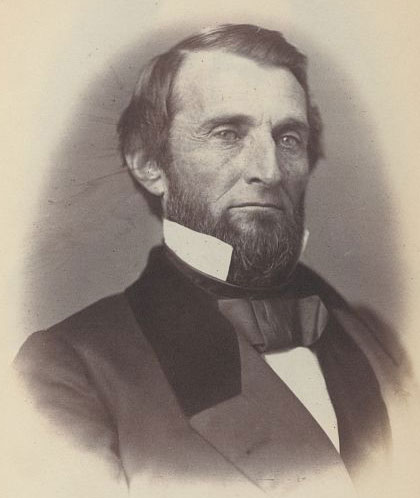
John Calvin Mason

John Calvin Mason (* 4. August 1802 bei Mount Sterling, Montgomery County, Kentucky; † August 1865 bei New Orleans, Louisiana) war ein US-amerikanischer Politiker. Zwischen 1849 und 1859 vertrat er zweimal den Bundesstaat Kentucky im US-Repräsentantenhaus.

## Werdegang
John Mason besuchte die öffentlichen Schulen seiner Heimat. Nach einem anschließenden Jurastudium und seiner 1823 erfolgten Zulassung als Rechtsanwalt begann er in Mount Sterling in diesem Beruf zu arbeiten. Neben dieser Tätigkeit war Mason im Eisenverhüttungsgeschäft engagiert. Außerdem schlug er als Mitglied der Demokratischen Partei eine politische Laufbahn ein. In den Jahren 1839, 1844 und 1848 war er Abgeordneter im Repräsentantenhaus von Kentucky.
Während des Mexikanisch-Amerikanischen Kriegs diente Mason in einer Einheit der Texas Rangers, die General Zachary Taylor unterstellt war. Im Jahr 1847 zog er nach Owingsville. Bei den Kongresswahlen des Jahres 1848 wurde er im neunten Wahlbezirk von Kentucky in das US-Repräsentantenhaus in Washington, D.C. gewählt, wo er am 4. März 1849 die Nachfolge von Richard French antrat. Nach einer Wiederwahl im Jahr 1850 konnte er bis zum 3. März 1853 zwei Legislaturperioden im Kongress absolvieren. In dieser Zeit war er Vorsitzender des Committee on Accounts. Im Jahr 1852 verzichtete Mason auf eine erneute Kandidatur. Sein Mandat fiel an Leander Cox von der Whig Party.
Bei den Wahlen des Jahres 1856 wurde Mason erneut in den Kongress gewählt. Dort löste er Cox wieder ab. Zwischen dem 4. März 1857 und dem 3. März 1859 konnte er eine weitere Legislaturperiode im US-Repräsentantenhaus absolvieren. Diese war von den Ereignissen im Vorfeld des Bürgerkrieges geprägt. Auch in dieser Amtszeit war Mason Vorsitzender des Committee on Accounts. Im Jahr 1858 verzichtete er auf eine erneute Kandidatur. Im Jahr 1860 war er Delegierter auf der Democratic National Convention in Charleston. Bei den Präsidentschaftswahlen dieses Jahres war er demokratischer Wahlmann; dabei stimmte er für Stephen A. Douglas. Während des Bürgerkrieges diente er in einer texanischen Einheit, die dem Heer der Konföderation unterstellt war. Er starb im August 1865 nahe New Orleans auf einem Dampfer auf dem Mississippi, als er auf dem Heimweg nach Kentucky war. Er wurde in Frankfort beigesetzt.